# 夫食貸し
夫食貸し（ぶじきかし）は、江戸時代、凶作その他のために生活に困窮した農民を救済するために、領主が夫食（ブジキ。米穀のこと）または金銭を貸し付けることである。

## 概要
農村から夫食貸しを願い出る時は、役人が出張して戸別に穀類、家財などの有無を調査し、農具のほか売り払うべき品物が無く、飢渇の切迫状態をただし、男性は1日米2合、麦4合の割合で、女性、60歳以上15歳以下の男性は米1合、麦2合の割合で、30日間貸与される。ただし代金貸しの場合があり、冬は10月、春は正月の下米相場で貸与される。返納の年季は状況によって一定しないが、御料所では無利息5箇年賦がふつうであった。そのため、夫食貸しは農村にとっては非常に有利であるから、ほんのわずかの凶作であってもこれを願い出る者が増え、かえってその返納に苦しむ者が増える傾向があったから、享保18年9月、江戸幕府は代官を通じて制限を加え、調査をより厳重ならしめた。しかし農村の窮乏によってしばしば返納期日は延長され、あるいは棄捐令されたこともある。たとえば寛延10年4月、江戸幕府は享保以来貸与された夫食米金で返納されていない分をすべて免除した。以上は幕領における事情で、私領においてもまた夫食貸しは各地で種々の制度の下に行われた。